# Siodło za Zawiesistą

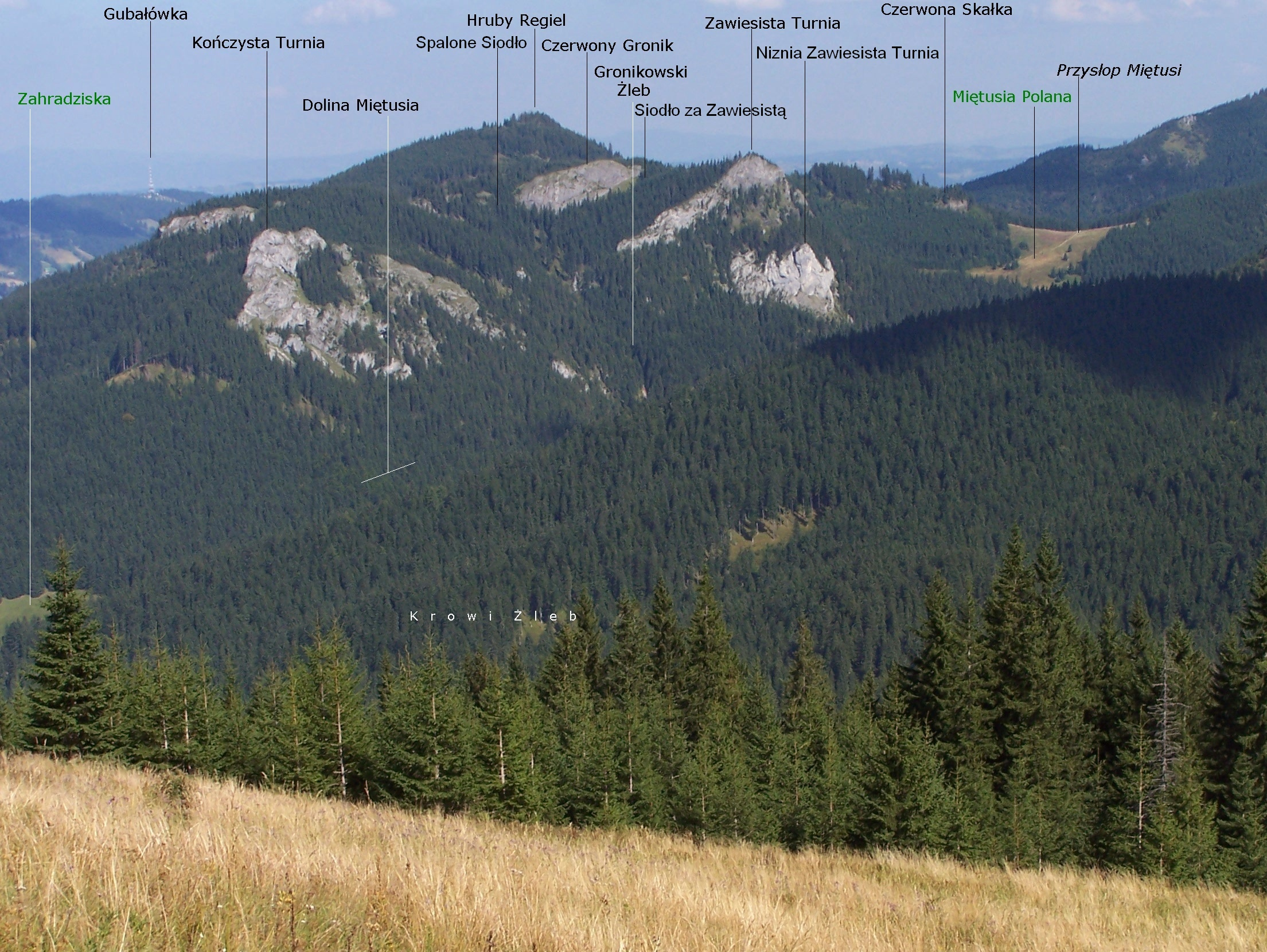

Siodła za Zawiesistą (ok. 1260 m) – przełączka pomiędzy Zawiesistą Turnią (1296 m) a Czerwonym Gronikiem (1294 m) w polskich Tatrach Zachodnich. Znajduje się w północnych zboczach Doliny Miętusiej w szeroko pojętym masywie Hrubego Regla.
Rejon przełęczy to mała polanka o średnicy około 10 m. Na wschodnią stronę, na Ogon (część Miętusiej Polany) opada z niej stromy żlebek, częściowo lesisty, częściowo trawiasty. Na zachodnią stronę z przełęczy opada zachód uchodzący do Gronikowskiego Żlebu. W górnej części zachód jest piarżysty, niżej lesisty.
Siodło za Zawiesistą to jedyne miejsce, z którego bez trudności można wejść na Zawiesistą Turnię. Na pozostałe strony opada ona ścianami, których pokonanie wymaga już wspinaczki. Na Siodło za Zawiesistą można łatwo wyjść z Ogona na Miętusiej Polanie lub Gronikowskim Żlebem i odgałęziającym się od niego po prawej stronie (patrząc z dołu) zachodem.